# BK Ural Jekaterinburg
BK Ural Jekaterinburg (russisch Урал Екатеринбург) ist ein professioneller Basketballverein der russischen Superleague A aus Jekaterinburg, Russland.

## Geschichte
Ural Jekaterinburg wurde 2006 als Nachfolger früherer, zum Teil renommierter, Basketballklubs aus Jekaterinburg, ehemals Swerdlowsk, gegründet. Einer seiner Vorgänger, Uralmasch Swerdlowsk, war zu Sowjetzeiten 20-maliger Meister der Russischen Föderation und brachte mehrere Weltmeister und Olympiasieger hervor, wie z. B. Stanislaw Jerjomin, Sergei Below oder Iwan Dworny.
Nach der Neugründung startete Ural zunächst in der Superliga B, damals der zweiten russischen Spielklasse. Nach der Gründung der PBL spielte der Verein in der Superliga A, die Ural 2012 und 2013 gewinnen konnte. In der Saison 2011/12 kam der Club in das Final Four des russischen Pokals. Nach dieser Saison durfte Jekaterinburg in der Qualifikation zur EuroChallenge 2012/13 starten, unterlag jedoch dem rumänischen Gaz Metan Mediaș. Für die Saison 2013/14 bekam Ural das Startrecht für die Gruppenphase der Eurochallenge.

### Saisonübersicht
| Saison  | Liga        | Regular | Play-off   | Europa                      |
| ------- | ----------- | ------- | ---------- | --------------------------- |
| 2006/07 | Superliga B | 13.     | -          | -                           |
| 2007/08 | Superliga B | 9.      | -          | -                           |
| 2008/09 | Superliga B | 14.     | -          | -                           |
| 2009/10 | Superliga B | 10.     | -          | -                           |
| 2010/11 | Superliga A | 4.      | Halbfinale | -                           |
| 2011/12 | Superliga A | 1.      | Sieger     | -                           |
| 2012/13 | Superliga A | 2.      | Sieger     | EuroChallenge Qualifikation |

## Erfolge
- Final Four russischer Pokal 2012